# يد الله (فلم 2021)
يد الله (بالإنجليزية: The Hand of God) هو فيلم دراما إيطالي إنتاج 2021،الفيلم من إخراج وإنتاج باولو سورينتينو وبطولة توني سيرفيلو،تيريزا سابونانجيلو ولويزا رانييري.من المقرر عرض الفيلم على نتفليكس في 15 ديسمبر 2021.